# Barry (Rettungshund)

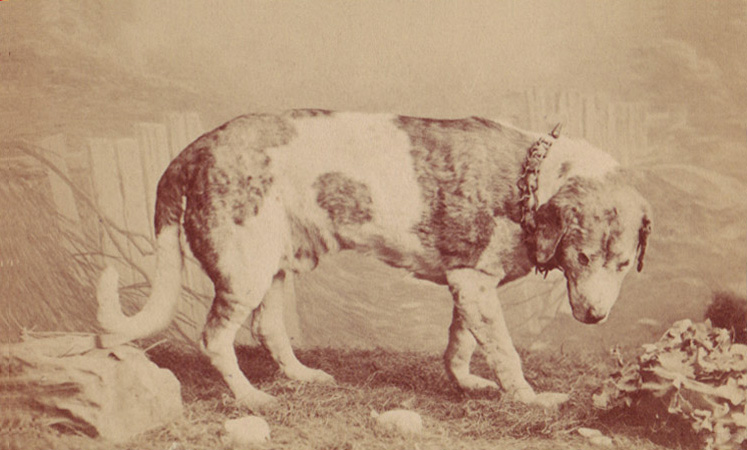
Das Stopfpräparat im 19. Jahrhundert (spätestens 1883). Bildpostkarte von Emil Nicola-Karlen

Barry (* 1800 auf dem Grossen Sankt Bernhard; † 1814 in Bern) war ein berühmter Rettungshund. Sein Präparat ist ein bekanntes Ausstellungsstück des Naturhistorischen Museums Bern.

## Allgemeines
Er wurde von den Chorherren des Hospizes auf dem Grossen St. Bernhard eingesetzt und soll über vierzig Personen das Leben gerettet haben. 1812 wurde er auf Wunsch des Priors nach Bern gebracht und starb dort 1814 den Alterstod. Nach seinem Tode wurde er präpariert und im Naturhistorischen Museum Bern ausgestellt, damit „dieser treue Hund, der so vieler Menschen Leben rettete, nach seinem Tod nicht so bald vergessen sein wird.“ Die damals gewählte demutsvolle Haltung symbolisierte stete Hilfsbereitschaft.
Die Hunde zu Beginn des 19. Jahrhunderts waren keine Bernhardiner im heutigen Sinne, sondern Mischlinge aus der Umgebung des Hospizes. Barry wog zu Lebzeiten vermutlich zwischen 40 und 50 kg und hatte eine Widerristhöhe von etwa 54 cm. Heutige Bernhardiner dagegen wiegen oft mehr als 100 kg und haben eine Widerristhöhe zwischen 70 und 90 cm. Das erste Präparat von 1814 hielt nur kurz. Eine von Fotografien bekannte Neuaufstellung stammt von Hans Caspar Rohrdorf (1773–1843), der ab 1826 «Preparator» im damaligen Museum für Naturgeschichte Helvetiens war. Die ersten beiden Fassungen enthielten den Hundeschädel, sowie zumindest Teile des verlorenen restlichen Skeletts: bei den damals üblichen Stopfpräparaten wurde der Körper durch Umwickeln der Knochen modelliert. Bei der 1922 beschlossenen dritten Aufstellung wurde die dermoplastische Methode angewandt: Der Körper ist nun ein Gipsmodell, dem das konservierte Fell übergezogen ist. Präparator Georg Ruprecht (1887–1968) gab nicht nur Barrys demutsvolle Haltung auf, sondern näherte auch dessen Aussehen an das der neu entstandenen Bernhardinerrasse an: Der Kopf wurde vergrössert und die Läufe verlängert. Das Präparat ist bis heute Teil der Sammlung der Albert-Heim-Stiftung. Es stand lange in einer Vitrine am Eingang des Naturhistorischen Museums Bern. Seit 2014 ist ihm eine eigene Dauerausstellung gewidmet, in der neben zahlreichen anderen Exponaten auch der originale Schädel zu sehen ist. Das Fässchen ist zwar nicht historisch, gilt aber mittlerweile als Erkennungszeichen eines Bernhardinerhundes. Aus diesem Grund wurde es in der Präsentation beibehalten, nicht jedoch ohne darauf hinzuweisen, dass es sich bei diesem Markenzeichen um eine „Erfolgsgeschichte frühen Marketings“ handelt (siehe auch den Abschnitt Hintergrund, Legenden).

## Hintergrund, Legenden
Die Erzählung, dass Barry nach seiner 40. Lebensrettung vom 41. Menschen getötet wurde, wie auch auf seinem Denkmal im Cimetière des Chiens zu lesen steht (Il sauva la vie à 40 personnes… et fût tué par la 41ème!), ist unzutreffend. Tatsächlich verbrachte er seine letzten zwei Lebensjahre in Bern. Erfunden ist wohl ebenfalls, dass er stets ein Fässchen (Fläschchen) mit Alkohol zur Labung von Verschütteten um den Hals trug oder gar ein verunglücktes Kind dazu brachte, auf seinen Rücken zu klettern.
Gesichert ist dagegen, dass er und die anderen Hunde des Hospizes einheimische Bergführer (Marroniers) begleiteten, die im Auftrag der Chorherren täglich die Wege zum Hospiz abgingen. Sie erleichterten den Marroniers das Auffinden und Begehen der oftmals verschneiten Wege und wiesen auch unter widrigen Umständen den Weg zurück. Darüber hinaus zeigten sie mit ihrem Gebell erschöpfte oder verunglückte Reisende an. Einige Hunde waren gewohnt, gelegentlich kleine Packsättel mit Lebensmitteln zu tragen. Ein Geistlicher des Hospizes sagte im Jahr 1956: „Was aber das Rumfässchen betrifft, so haben die Hunde zu keiner Zeit eines getragen“. Der Knabenritt, also das Tragen eines Kindes auf dem Rücken, ist ein literarisches Motiv, das bereits vor der Geburt Barrys existierte. Selbst ein heutiger Bernhardiner wäre zu einer derartigen Leistung, wie in der Legende beschrieben, weder körperlich noch geistig in der Lage. Über den Tod Barrys, der von einem napoleonischen Soldaten für einen Wolf gehalten und erstochen worden sein soll, merkt Dora Strahm, Kuratorin der Ausstellung an, dass dem zum Helden erklärten Rettungshund hier eben ein ebenso heldenhafter Tod angedichtet worden sei. Historisch daran sei nur, dass napoleonische Soldaten den Pass überquerten und es zu dieser Zeit auch Wölfe gab.

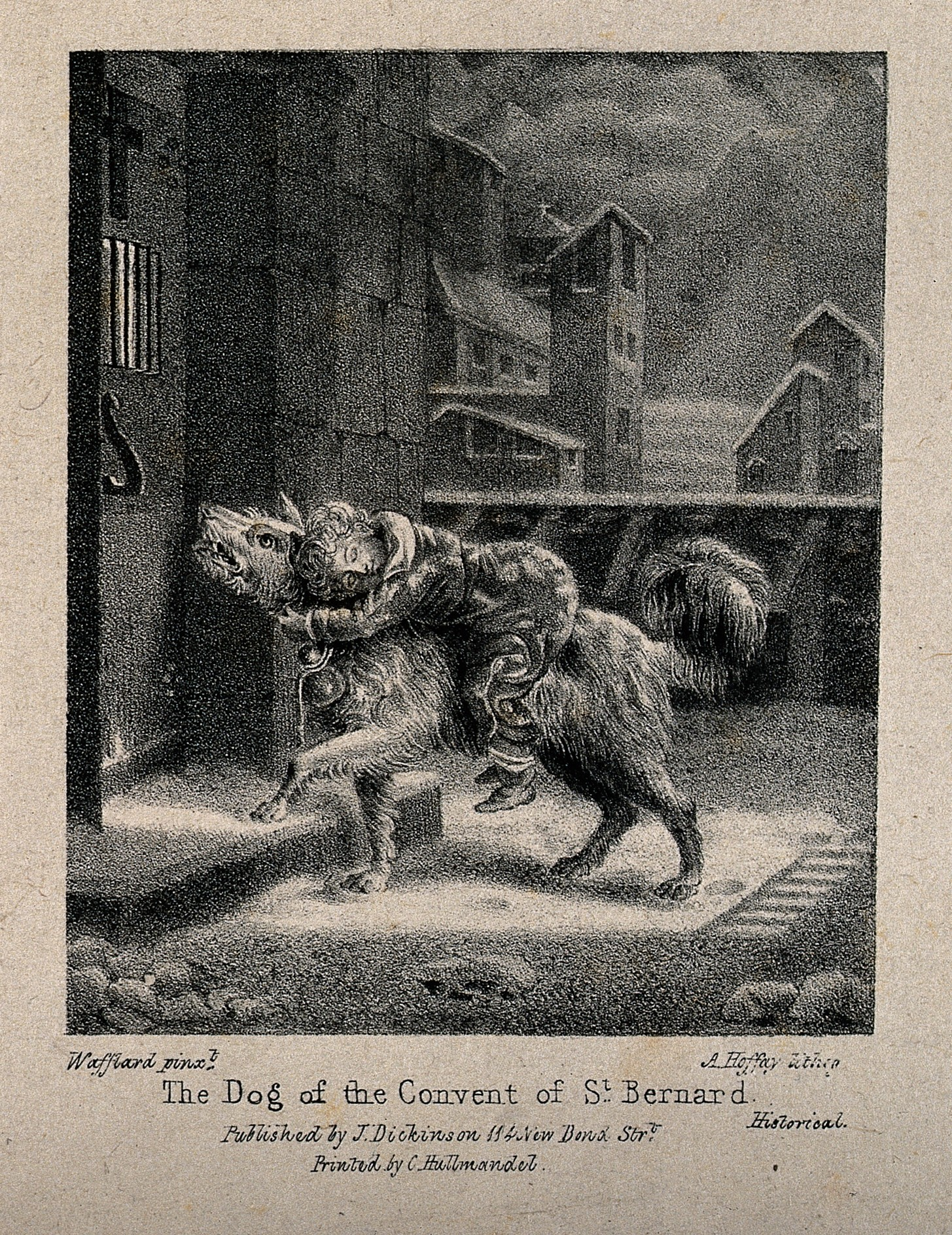
Knabenritt

Im Jahr 1840 erwähnte der Theologe und Professor für Philosophie und Naturkunde Peter Scheitlin bereits die wichtigsten Motive der Barry-Legende, abgesehen vom gewaltsamen Tod:

„[…] Barry, der heilige auf dem St. Bernhard. Ja, Barry, du höchster der Hunde, du höchstes der Thiere! Du warst ein großer sinnvoller Menschenhund, mit einer warmen Seele für Unglückliche. Du hast mehr als vierzig Menschen das Leben gerettet. Du zogst, mit einem Körblein mit Brod und einem Fläschchen süßer, stärkender Erquickung am Halse, aus dem Kloster in Schneegestöber und Thauwetter Tag für Tag, ein Wohltäter! zu suchen Verschneite, Lawinenbedeckte, sie hervorzuscharren, oder im Falle der Unmöglichkeit schnell nach Hause zu rennen, damit die Klosterbrüder mit dir kommen mit Schaufeln, und dir graben helfen. Du bist das Gegenteil von einem Todtengräber. Du machst auferstehen. Du mußt, wie ein feinfühlender Mensch, durch Mitgefühle belehren können, denn sonst hätte jenes hervorgegrabene Knäblein es gewiss nicht gewagt, sich auf deinen Rücken zu setzen, damit du es ins freundliche Kloster tragest. Angelangt zogst du an der Klingel der heiligen Pforte, auf daß du barmherzigen Brüdern den köstlichen Findling zur Pflege übergeben könnest, und als die süße Last dir abgenommen war, eiltest du sogleich aufs neue zum Suchen auf und davon. Jeder Geling belehrte dich und machte dich [/] froher und theilnehmender. Das ist der Segen der guten That, daß sie fortwährend Gutes muß gebären! […]
Was wäre aus dir geworden, wenn du ein Mensch gewesen wärest? Ein heiliger Vincenz, ein Stifter von hundert barmherzigen Orden und Klöstern. So tatest du, unermüdlich und ohne Dank zu wollen, zwölf Jahre. […] Wer deinen Körper wohl ausgestopft nun in Bern sieht, ziehe den Hut ab und kaufe dein Bild lithographirt daselbst, und hänge es in Rahm und Glas an die Wand seines Zimmers, und kaufe dazu auch das Bild des zarten Knaben auf deinem Rücken, wie du mit ihm vor der Klosterpforte stehst und klingelst, und zeige es den Kindern und Schülern und sage: geh’ hin und thue deßgleichen, wie dieser barmherzige Samariter, um Christi willen, und wirf dafür von den Wänden die Robbespierre, Marat, Hanikel, Abällino und andere Mörder- und Räuber-Bildnisse [/] zum Fenster hinaus, auf daß das junge Gemüth von Hunden lerne, was es bei Menschen verlernte […]“

### Name
Der Name Barry könnte von Bäri herstammen, der Bezeichnung für Hofhunde mit dunkler Färbung. Eine andere Möglichkeit ist ein Bezug auf die Stadt Bari, wo sich die Grabstätte des heiligen Nikolaus befindet, dem Schutzpatron des Hospizgründers Bernhard von Menthon. Friedrich Meisner, ein Mitglied des Museumskomitees, verwendete bereits 1816 die heutige englische Schreibung mit „Y“, verbreiteter waren damals allerdings Bari, Barri oder auch Baril. Nach dem Tod Barrys wurde der Name unter den Hospizhunden immer wieder neu vergeben.

## Rezeption

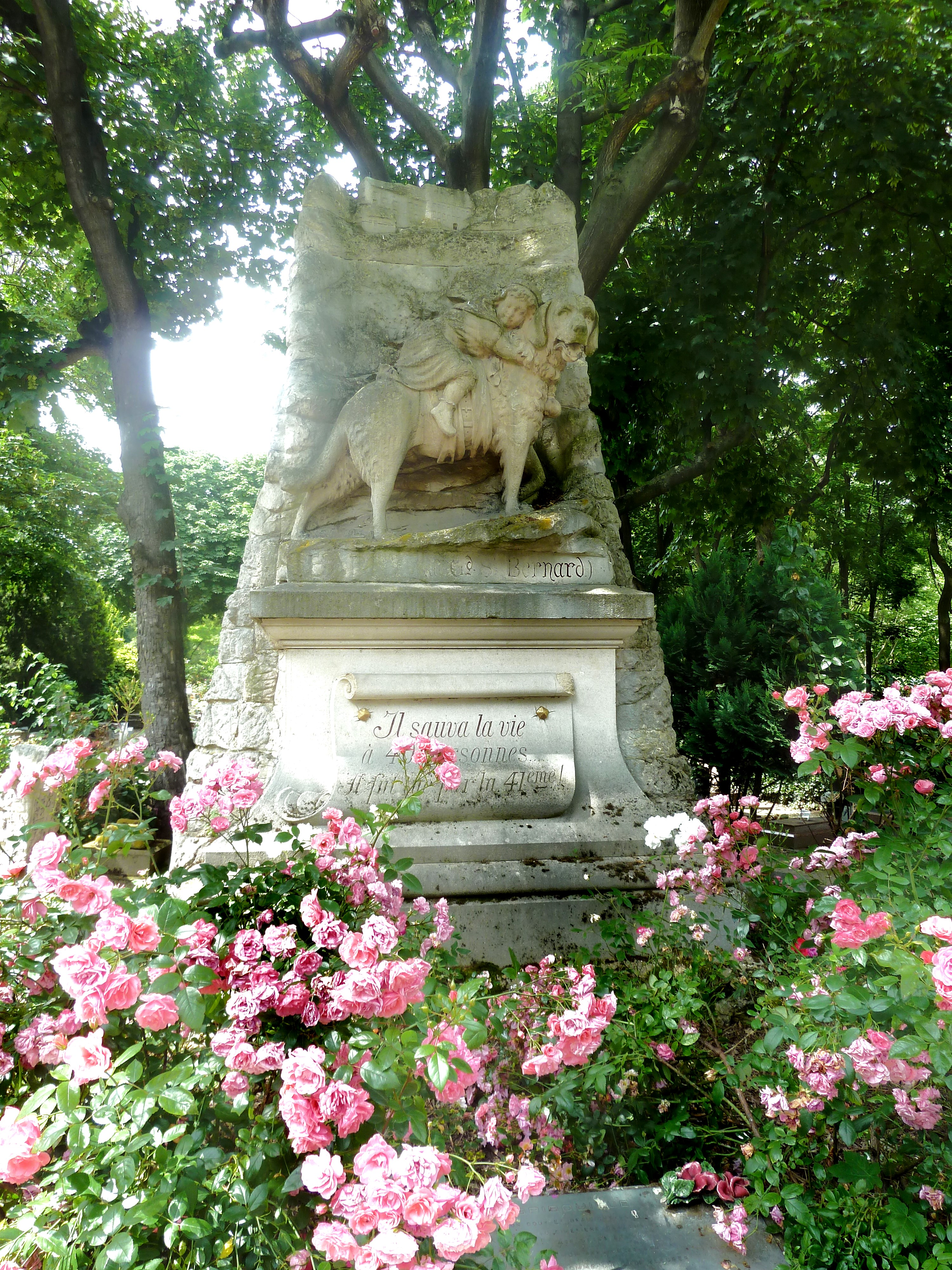
Denkmal auf dem Hundefriedhof von Asnières-sur-Seine

Im Hundefriedhof von Asnières-sur-Seine bei Paris wurde für Barry 1899 ein Denkmal errichtet. Die Barry-Geschichte wurde filmisch bearbeitet: 1949 unter dem Titel Barry (Barry – Der Held von St. Bernhard) in Frankreich und 1977 unter dem Titel Barry of the Great St. Bernard (Barry, der Bernhardiner) von den Walt Disney Studios.
In Annette von Droste-Hülshoffs Werk Das Hospiz auf dem Großen St. Bernhard trägt im Zweiten Gesang ein Rettungshund namens Barry ein halb erfrorenes Kind.
Lawinenverschüttetensuchgeräte werden noch heute hin und wieder als Barryvox bezeichnet; ein Hersteller verwendet dies ausserdem als Marke.